# Richard Dixon Oldham
Richard Dixon Oldham (Dublino, 31 luglio 1858 – Llandrindod Wells, 15 luglio 1936) è stato un geofisico e sismologo inglese, che postulò nel 1906 che il centro della terra doveva essere liquido poiché le onde S non erano capaci di attraversare né liquidi né il nucleo terrestre. Ricevette la medaglia Lyell nel 1908.